# Висенте-Герреро (Чиуауа)
Висе́нте-Герре́ро (исп. Vicente Guerrero), также известен как Сьюда́д-Герре́ро (исп. Ciudad Guerrero) или просто Герре́ро (исп. Guerrero) — город в Мексике, штат Чиуауа, входит в состав муниципалитета Герреро и является его административным центром. Численность населения, по данным переписи 2010 года, составила 7751 человек.

## История
Поселение было основано в октябре 1676 году миссионерами-иезуитами Томасом Гвадалахарой и Хосе Тардой под названием Нуэстра-Сеньора-де-ла-Консепсьон-де-Папигочи.
11 апреля 1859 года, поселению был присвоен статус города с названием Сьюдад-Герреро в честь генерала Висенте Герреро.
Здесь в 1916 году произошла Битва при Герреро.
18 ноября 1995 года город был переименован в Висенте-Герреро.